# Adippe nigrorubra
Adippe nigrorubra är en insektsart som beskrevs av William D. Funkhouser. Adippe nigrorubra ingår i släktet Adippe och familjen hornstritar. Inga underarter finns listade i Catalogue of Life.